# Pier Luigi Nervi

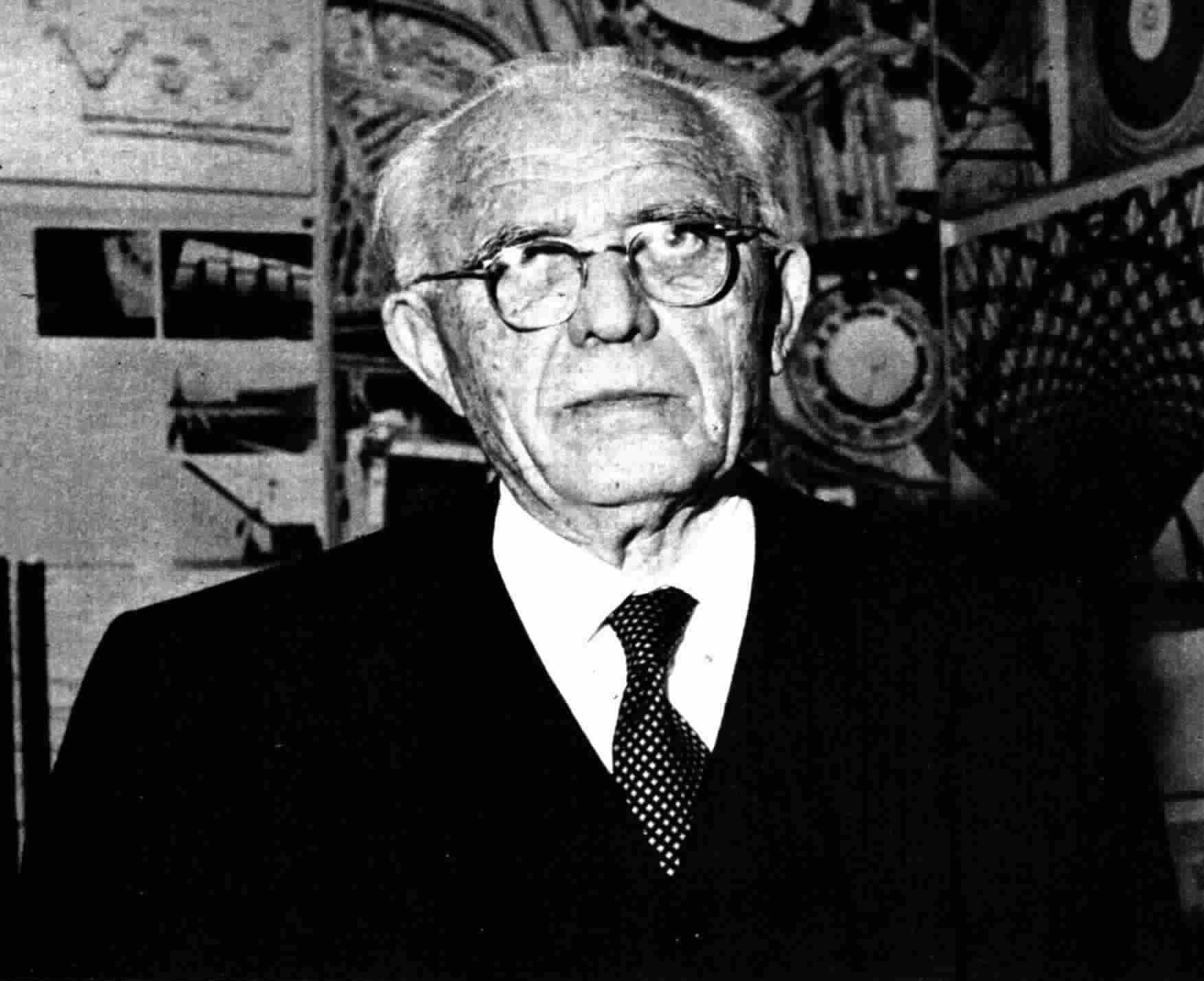
Pier Luigi Nervi, 1969

Pier Luigi Nervi (* 21. Juni 1891 in Sondrio, Lombardei; † 9. Januar 1979 in Rom) war ein italienischer Bauingenieur des 20. Jahrhunderts.

## Leben
Nervi wurde als Sohn der aus Savona stammenden Eltern Luisa und Antonio Bartoli geboren. Durch den Beruf des Vaters, der als leitender Postbeamter häufig seinen Dienstort wechselte, verbrachte Nervi seine Jugend in mehreren Städten Italiens. Schließlich studierte er an der Fakultät für Bauingenieurwesen der Universität Bologna und schloss dort am 28. Juli 1913 sein Studium mit dem Diplom ab.
Nach dem Studium arbeitete er bis 1923 in der technischen Abteilung der Gesellschaft für Betonkonstruktionen in Bologna und Florenz. Attilio Muggia, bei dem Nervi studiert hatte, war der Direktor dieses Unternehmens. Nach dem Ende des Ersten Weltkriegs übertrug er Nervi die Büroleitung der Niederlassung in Florenz. 1923 machte sich Nervi in Rom selbstständig und gründete zusammen mit Rodolfo Nebbiosi seine eigene Firma, die „Società Ingg. Nervi e Nebbiosi“. 1924 heiratete er Irene Calosi. Aus dieser Ehe gingen die vier Söhne Antonio, Mario, Carlo und Vittorio hervor.
1932 gründete er zusammen mit seinem Cousin, dem Ingenieur Giovanni Bartoli, in Rom das Büro „Società Ingg. Nervi e Bartoli“. 1954 kam sein ältester Sohn Antonio (* 1925) in diese Bürogemeinschaft, 1960 folgten auch die beiden Söhne Mario (* 1926) und Vittorio (* 1930). Nervis vierter Sohn Carlo arbeitete als Facharzt für Onkologie in Rom. 1957 wurde Pier Luigi Nervi in die American Academy of Arts and Letters und 1960 in die American Academy of Arts and Sciences gewählt. 1972 wurde er als assoziiertes Mitglied in die Académie royale des Sciences, des Lettres et des Beaux-Arts de Belgique und 1973 als auswärtiges Mitglied in die Académie des Beaux-Arts aufgenommen.

## Werk

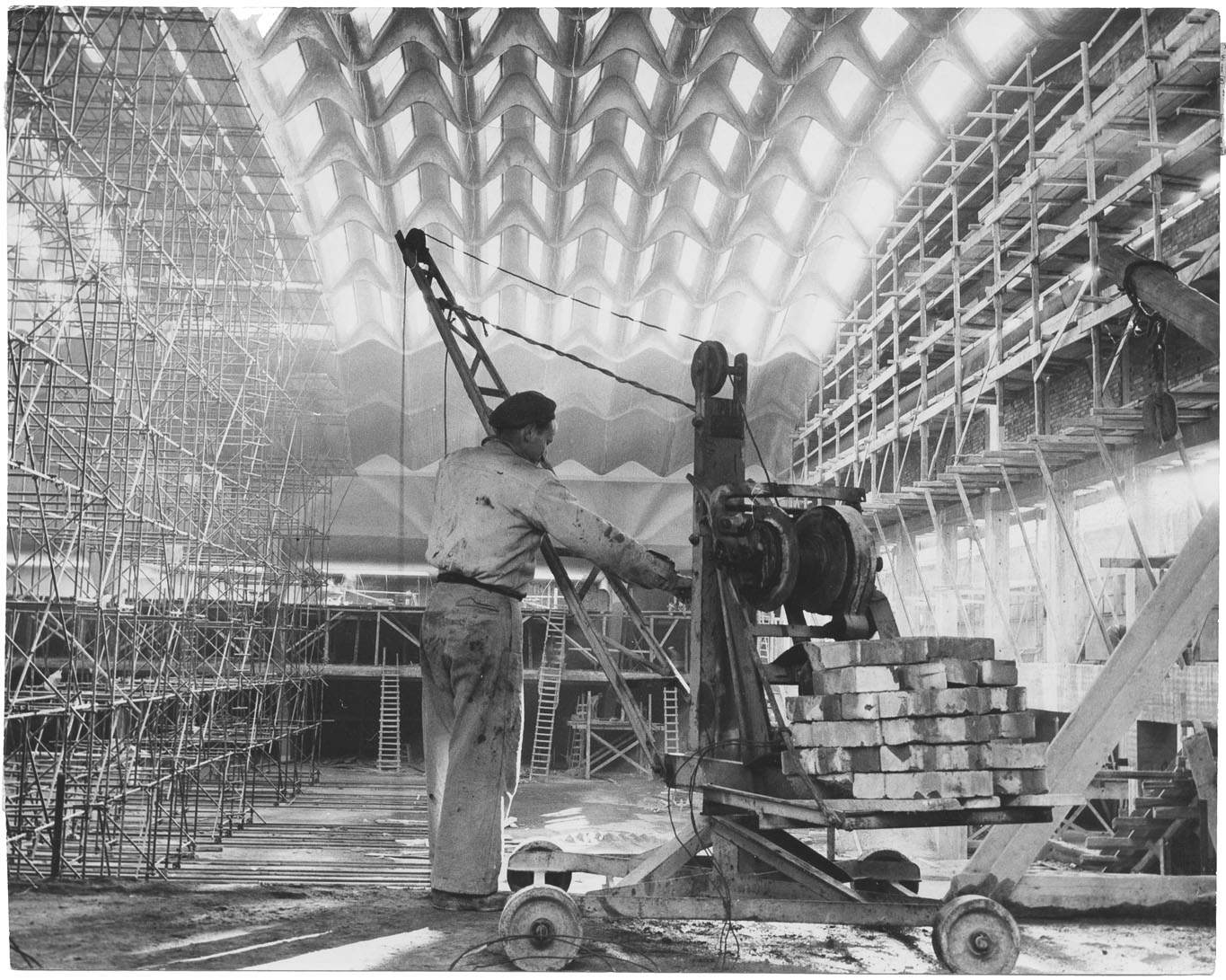
Bauarbeiten am Palazzo Esposizioni in Turin, 1950

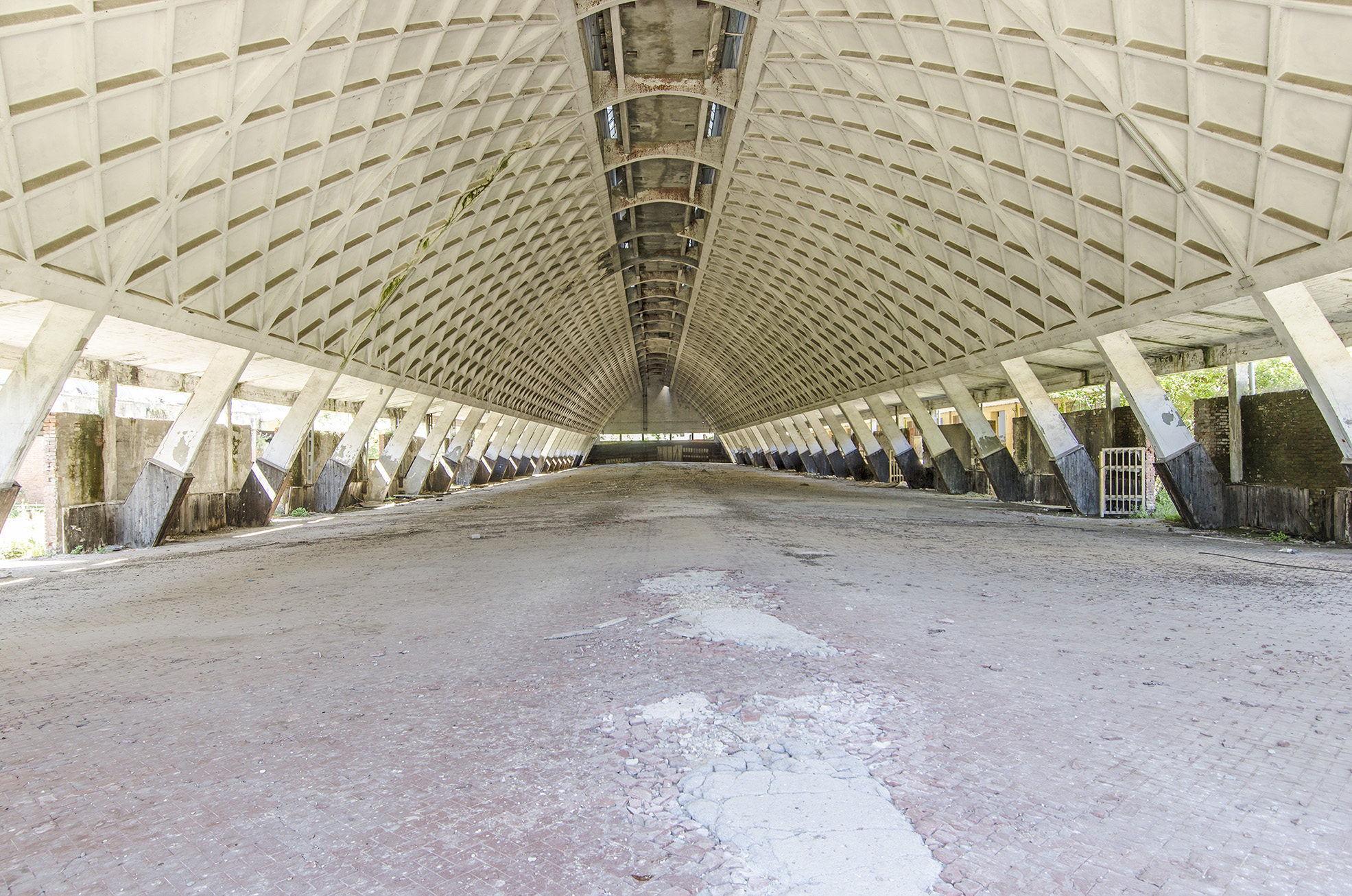
Das Salzmagazin der Verwaltung für staatliche Monopole in Tortona

Nervi war als Entwerfer, Tragwerksplaner, Ingenieur und Berater tätig. Sein erstes international beachtetes Werk war das städtische Stadion von Florenz (erbaut 1930–1932) mit 35.000 Plätzen (das heutige Stadio Artemio Franchi), eine kostengünstige Sichtbetonkonstruktion mit weit auskragenden Wendeltreppen und dem markanten Marathonturm. 1935 gewann er den Wettbewerb für Flugzeughallen in Orbetello, die bis 1938 fertiggestellt wurden.
In den meisten seiner Bauten nutzt Nervi die Geometrie zu einer anderen Art von Schalenbauweise. Sie ist oft gekennzeichnet durch ein räumliches Gitterwerk aus Betonrippen mit aufgelegten Betonflächen. Seine Bauwerke zielen auch immer auf eine kostengünstige Ausführung ab. Bei den Flugzeughallen in Orbetello und Torre del Lago (1940–1943) setzte er eine Leichtkonstruktion mit zum Teil vorfabrizierten Betonelementen ein. Damit zeigte er neue Möglichkeiten hinsichtlich Fertigung und Wirtschaftlichkeit auf.
1945 bis 1947 lehrte er zunächst an der Scuola di Architettura Organica (im Palazzo del Drago) für die von Bruno Zevi gegründete Vereinigung der organischen Architektur (APAO) in Rom das Fach Konstruktionstechnik. Von 1946 bis 1961 führte er in Rom als ordentlicher Professor den Lehrstuhl für Konstruktionstechnik und Materialkunde an der Architekturfakultät der Universität La Sapienza. In dieser Zeit entwickelte er den Ferrozement (ital. ferrocemente) weiter, eine Variante des Stahlbetons, die sich durch einen hohen Zementanteil, eine schlanke, netzartige Armierung und geringe Wandstärken von nur wenigen Zentimetern auszeichnet und besonders für die Konstruktion dünner Schalen geeignet ist. Im September bis November 1950 gab er Gastvorlesungen in Buenos Aires, Montevideo und São Paulo.
Von 1948 bis 1949 plante und konstruierte er die Ausstellungshalle Torino Esposizioni in Turin. Für die unter starkem Zeitdruck stehende Umsetzung des Baus konstruierte Nervi ein fahrbares Rohrgerüst, für das er ein Patent beantragte. Weitere bedeutende Konstruktionsleistungen sind der Festsaal in Chianciano Terme mit einem netzartigen Gewölbe (1950–1952), der Sitz der UNESCO in Paris (1953–1958 mit Marcel Breuer und Bernard Zehrfuss) und das Pirelli-Hochhaus in Mailand (1955–1958, gemeinsam mit Gio Ponti). Eine besondere Leistung stellen die realisierten Sportbauten für die Olympiade 1960 in Rom dar, dazu gehören u. a. die beiden Rundbauten Palazzo dello Sport (in Zusammenarbeit mit Marcello Piacentini) auf dem Gelände der EUR und Palazzetto dello Sport sowie das Stadio Flaminio. Zu den späten Werken gehören die George Washington Bridge Bus Station in New York (1963), den Tour de la Bourse in Montréal (1964, mit Luigi Moretti) und die 1970 erbaute Vatikanische Audienzhalle.
Nervi hat zahlreiche wissenschaftliche Abhandlungen verfasst, darunter Kunst oder Wissenschaft des Bauens? (Scienza o arte del costruire?, 1945), Die Sprache der Architektur (El lenguaye Arquitectonico, 1950) und Neue Bauwerke (Nuove Strutture, 1963). 1968 wurde er mit dem internationalen Antonio-Feltrinelli-Preis ausgezeichnet. 1967 erhielt er die Goldmedaille der Institution of Structural Engineers.

## Wichtige Bauten (Auswahl)

Pirelli-Hochhaus in Mailand (mit Gio Ponti), 1956–1958

- Lichtspieltheater Cinema Augusteo in Neapel, 1926–1927
- Station III des Funicolare in Neapel, 1927
- Städtisches Stadion von Florenz, 1930–1932
- Flugzeughangar in Orvieto, 1935–1938
- Flugzeughallen in Orbetello, 1936–1938
- Flugzeughallen in Torre del Lago, 1940–1943
- Ausstellungshalle „Salone Principale“ Torino-Esposizioni in Turin, 1948–1949
- Hallenbad der Marineakademie in Livorno, 1949
- Erweiterung Salone del „Kursaal“ in Castel Fusano (Lido di Roma), 1950–1952
- Festsaal Salone delle Feste in den Nuove Terme di Chianciano, 1950–1952
- Lagerhaus der Tabakmanufaktur Nuova Manifattura dei Tabacchi in Bologna, 1951–1952
- Wollfabrik Lanificio Gatti in Rom, 1951
- Salz-Lagerhaus in den Magazzini del’Amministrazione Monopoli dello Stato in Tortona, 1950–1952
- Hauptbahnhof von Neapel, 1952–1954
- Sitz der UNESCO in Paris (zusammen mit Marcel Breuer und Bernard Zehrfuss), 1953–1958
- Palazzo dello Sport auf dem Gelände der EUR in Rom, 1955–1960
- Palazzetto dello Sport in Rom, 1956–1957
- Pirelli-Hochhaus in Mailand (mit Gio Ponti), 1956–1958
- Palazzo del Lavoro in Turin, 1960–1961
- Tour de la Bourse in Montreal, 1964
- Päpstliche Audienzhalle in Vatikanstadt, 1964–1970
- Norfolk Scope in Norfolk, 1968–1971

## Ehrungen
- Doctor honoris causa der Fakultät für Architektur der Universität Buenos Aires am 24. Oktober 1950[1]

## Ausstellungen
- MAXXI, Rom bis Oktober 2016

## Film
- Parabeton – Pier Luigi Nervi und römischer Beton. Dokumentarfilm, Deutschland, 2012, 99 Min., Buch und Regie: Heinz Emigholz, Produktion: Filmgalerie 451, WDR, 3sat, Reihe: Aufbruch der Moderne, deutscher Kinostart: 31. Mai 2012, Erstsendung: 26. April 2014 bei 3sat, Inhaltsangabe bei 3Sat (Memento vom 3. Mai 2014 im Internet Archive).